# Żaqq
Żaqq (zaqq, iż-żaqq) – instrument muzyczny dęty drewniany z grupy aerofonów stroikowych występujący na Malcie. Należy do grupy najbardziej charakterystycznych, a jednocześnie najmniej znanych rodzajów dud w rejonie Morza Śródziemnego, Afryce Północnej i na Bliskim Wschodzie.

## Budowa
Ma podwójną piszczałkę melodyczną (przebierkę) wykonaną z trzciny i pojedynczy stroik, podobnie jak egejska tsamboúna, kreteńska askomadura, turecki tulum, tunezyjski/algierski mezwed, czy libijska zukra. Wszystkie dudy tego rodzaju mają worki ze zwierzęcej skóry. Żaqq jest jednak wyjątkowy, ponieważ worek to nie tylko skóra z sierścią, ale zachowane są także nogi i ogon zwierzęcia (brakuje tylko głowy). Do wykonania worków używano kóz, cieląt urodzonych jako martwe, psów, a także dużych kotów. W czasie gry żaqq trzyma się poziomo pod pachą, nogami do góry.

## Historia
Carl Partridge powołuje się na relację mieszkającego na Malcie anglikańskiego misjonarza G.P. Badgera (1815–1888), który w 1838 roku w „Description of Malta and Gozo” określał żaqq jako najbardziej ceniony maltański instrument ludowy i zwracał uwagę na stosowanie worków z psich skór. Na obrazach i litografiach z XVIII i XIX wieku, żaqq występuje w towarzystwie tancerzy lub innych muzyków. Tradycyjnie towarzyszył mu tamburyn (tanbur) i bęben pocierany (rabbaba/żavżava).
Sto lat później instrument żaqq nadal był w użyciu, ale nie był już tak popularny. Na początku XX wieku muzycy grali na żaqqu na ulicach, w kawiarniach, czy winiarniach. Czasem mógł mu towarzyszyć tamburyn (tambur) lub bęben pocierany (rabbaba/żavżava), niekiedy dołączali do nich tancerze. Takiej muzyki oczekiwano zwykle w okresie świątecznym (Boże Narodzenie) i karnawałowym.
Pod koniec pierwszej połowy XX wieku nieliczni muzycy grający na żaqqu byli rozproszeni na Malcie (Naxxar, Mosta, Siġġiewi, Dingli, Żurrieq, Birgu (Vittoriosa), Marsa, Mellieħa) oraz na siostrzanej wyspie Gozo (Rabat). W latach 1971–1973 badacze J.K. Partridge i F. Jeal odnaleźli już tylko 9 muzyków. Obecnie żaqq praktycznie nie jest używany, choć Francesco Sultana stara się ożywić tradycję, budując te instrumenty i grając na nich.

## Muzycy
Niektórzy muzycy grający na żaqqu przekazywali swoje umiejętności z pokolenia na pokolenie, jak np. rodzina Buġejas nazywana Tal-Grixi:
- Wenzu Buġejas (1870-1941)
- Żeppi Buġejas (1894-1960)
- Awonsju Buġejas (1896-1981) – grał także na tanburze
- Wenzu Buġejas (1930-?) – grał także na tanburze[3].

- Toni Cachia (ll-Hammarun) z Naxxar (1927-2014)[2]
- Lażżru Camilleri (Il-Lass) z Mosty[2]
- Edmond Jackson, uczeń ll-Hammaruna (Tony Caccia)[5][6]
- Francesco Sultana[4]

## Literatura
Partridge J. K., Jeal Frank, Cooke P.R. The Maltese Zaqq w: JSTOR